# إيرل إيفانز
إيرل إيفانز (11 نوفمبر 1955 في الولايات المتحدة - 24 ديسمبر 2012 في الولايات المتحدة) (بالإنجليزية: Earl Evans)‏ هو لاعب كرة سلة أمريكي في مركز هجوم قوي الجسم. لعب مع ديترويت بيستونز.

## وصلات خارجية
- إيرل إيفانز على موقع إن بي أي (الإنجليزية)
- إيرل إيفانز على موقع سبورتس رفرنس (الإنجليزية)
- إيرل إيفانز على موقع كلية كرة السلة في سبورتس رفرنس.كوم (الإنجليزية)
- إيرل إيفانز على موقع ريلجم (الإنجليزية)
- إيرل إيفانز على موقع بروبوليرز (الإنجليزية)